# Vladímir Làpitski
Vladímir Làpitski   (Hrodna, 18 de febrer de 1959) és un tirador d'esgrima belarús, ja retirat, especialista en floret, guanyador d'una medalla olímpica.
El 1980 va prendre part en els Jocs Olímpics d'Estiu de Moscou, on va guanyar la medalla de plata en la prova del floret per equips del programa d'esgrima.
En el seu palmarès també destaquen dues medalles en el Campionat del món d'esgrima, d'or el 1979 i de bronze el 1978.